# ヴィルヘルムスハーフェン

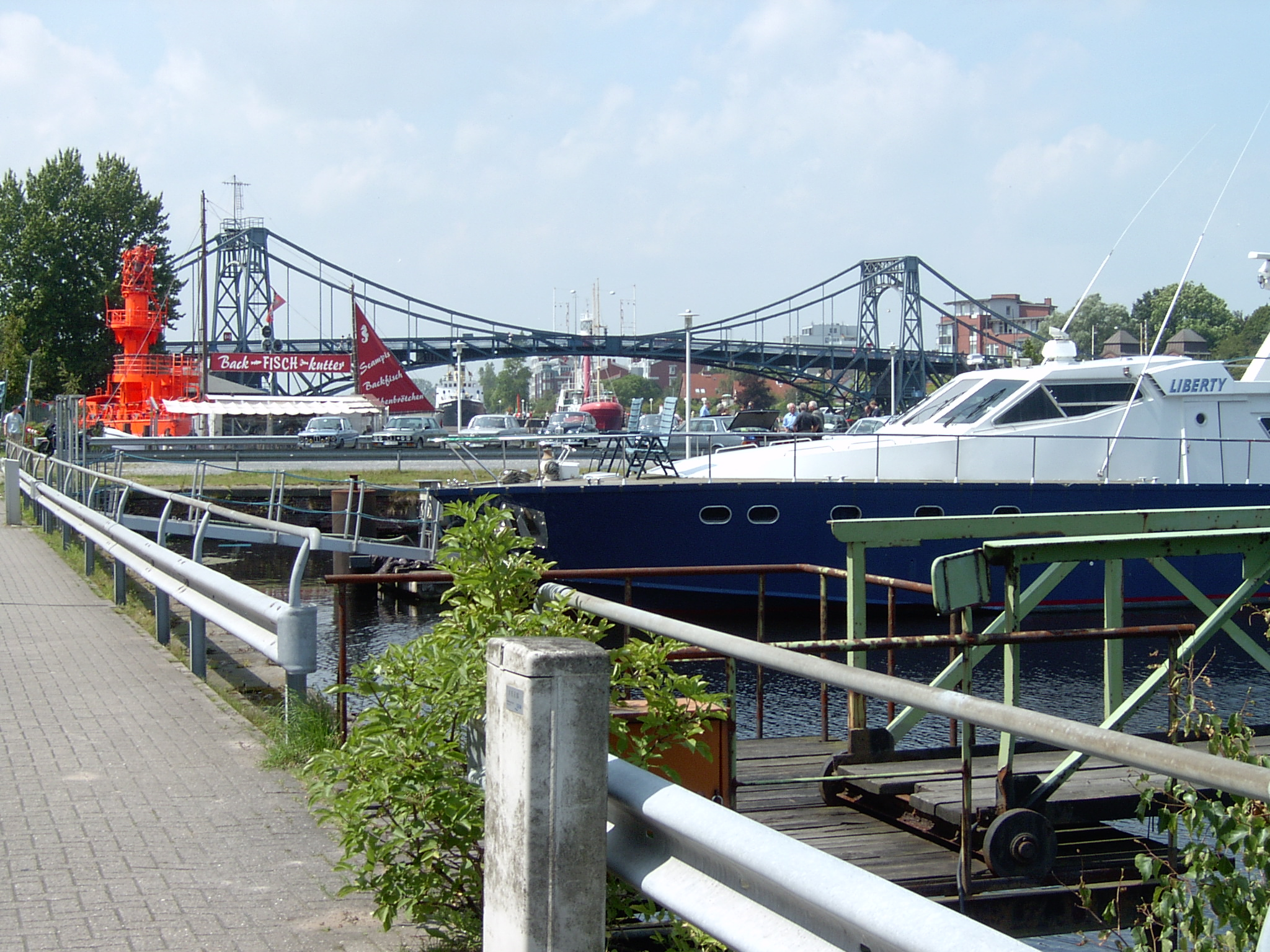
ヴィルヘルムスハーフェンのヴィルヘルム皇帝橋

ヴィルヘルムスハーフェン（独: Wilhelmshaven）はドイツ連邦共和国の都市。ニーダーザクセン州に属する。人口はおよそ8万5千人。

## 地勢・産業
北海に面しており、19世紀より軍港として栄えた港湾都市。近隣の都市として、30キロほど東にブレーマーハーフェン、50キロほど南にオルデンブルク、100キロほど南東にブレーメンなどがある。港のコンテナ取扱量は、ハンブルク、ブレーマーハーフェンに次いでドイツ第3位。

## 歴史
オルデンブルク大公国の領土だったが、1853年の条約に基づいてプロイセン王国が買収した。プロイセンはこの地に軍港を建設し、プロイセン海軍の重要な拠点とした。ヴィルヘルムスハーフェンという地名は、1871年に成立したドイツ帝国の初代皇帝、ヴィルヘルム1世にちなんだものである。
第一次世界大戦末期の1918年10月末、ヴィルヘルムスハーフェンにドイツ大洋艦隊が集結した。指導部は、敗北が決定的になったにもかかわらず、敗戦後の交渉を有利に導くためイギリス艦隊への出撃を命じた（いわゆる「提督たちの反乱」）。これに対し、水兵たちは出撃を拒否し不穏な状況となった。抗議行動を続けていた一部の艦隊の水兵はキール軍港へ上陸、11月3日に大規模な反乱を引き起こし、ドイツ革命へと至った。
1956年以来、この地には北大西洋条約機構（NATO）の海軍基地が置かれている。
| 年表 ヴィルヘルムスハーフェン（Wilhelmshaven）の発展 |                                              |                                                |                                                |                                                |                                         |
| 年                                                   | ヴィルヘルムスハーフェン（Wilhelmshaven）    | ヘッペン（Heppens）                            | ノイエンデ（Neuende）                          | バント（Bant）                                 | ゼングヴァルデン（Sengwarden）          |
| 1869                                                 | ヴィルヘルムスハーフェンと命名               | ヘッペン                                       | ノイエンデ                                     | –                                              | ゼングヴァルデン                        |
| 1873                                                 | ヴィルヘルムスハーフェンが市に昇格           | ヘッペン                                       | ノイエンデ                                     | –                                              | ゼングヴァルデン                        |
| 1879                                                 | ヴィルヘルムスハーフェン                     | ヘッペン                                       | ノイエンデ                                     | バント市が誕生                                 | ゼングヴァルデン                        |
| 1911                                                 | ヴィルヘルムスハーフェン                     | 三地域が合併してリュストリンゲン（Rüstringen） | 三地域が合併してリュストリンゲン（Rüstringen） | 三地域が合併してリュストリンゲン（Rüstringen） | ゼングヴァルデン                        |
| 1937                                                 | リュストリンゲン（Rüstringen）と合併         | リュストリンゲン（Rüstringen）と合併           | リュストリンゲン（Rüstringen）と合併           | リュストリンゲン（Rüstringen）と合併           | ゼングヴァルデン                        |
| 1938                                                 | クナイプハウゼン（Kniphausen）を併合して拡大 | クナイプハウゼン（Kniphausen）を併合して拡大   | クナイプハウゼン（Kniphausen）を併合して拡大   | クナイプハウゼン（Kniphausen）を併合して拡大   | ゼングヴァルデン                        |
| 1948                                                 | ヴィルヘルムスハーフェン                     | ヴィルヘルムスハーフェン                       | ヴィルヘルムスハーフェン                       | ヴィルヘルムスハーフェン                       | フェッデルヴァルデン → ゼングヴァルデン |
| 1972                                                 | ゼングヴァルデンを併合して拡大               | ゼングヴァルデンを併合して拡大                 | ゼングヴァルデンを併合して拡大                 | ゼングヴァルデンを併合して拡大                 | ゼングヴァルデンを併合して拡大          |

## 姉妹都市
- ヴィシー、フランス
- ノーフォーク、アメリカ合衆国
- ダンファームリン、スコットランド、イギリス
- 青島、中華人民共和国
- バート・ハールツブルク、ドイツ
- ブィドゴシュチュ、ポーランド

## 引用
1. ↑  Landesamt für Statistik Niedersachsen, LSN-Online Regionaldatenbank, Tabelle A100001G: Fortschreibung des Bevölkerungsstandes, Stand 31. Dezember 2023